# WTA de Nanchang
O WTA de Nanchang – ou Jiangxi Open, na última edição – foi um torneio de tênis profissional feminino, de nível WTA 250.
Realizado em Nanchang, no sudeste da China, estreou em 2016 e durou cinco edições. Os jogos eram disputados em quadras duras durante o mês de outubro. Em 2024, foi transferido para Jiujiang, mantendo o nome comercial.

## Finais

### Simples
| Ano                                                                | Campeã             | Vice-campeã    | Resultado       |
| ------------------------------------------------------------------ | ------------------ | -------------- | --------------- |
| 2023                                                               | Kateřina Siniaková | Marie Bouzková | 1–6, 7–65, 7–64 |
| Torneio suspenso em 2022 devido ao caso Peng Shuai                 |                    |                |                 |
| Torneio não realizado em 2021 e 2020 devido à pandemia de COVID-19 |                    |                |                 |
| 2019                                                               | Rebecca Peterson   | Elena Rybakina | 6–2, 6–0        |
| 2018                                                               | Wang Qiang         | Zheng Saisai   | 7–5, 4–0, ab.   |
| 2017                                                               | Peng Shuai         | Nao Hibino     | 6–3, 6–2        |
| 2016                                                               | Duan Yingying      | Vania King     | 1–6, 6–4, 6–2   |

### Duplas
| Ano                                                                | Campeãs                        | Vice-campeãs                      | Resultado          |
| ------------------------------------------------------------------ | ------------------------------ | --------------------------------- | ------------------ |
| 2023                                                               | Laura Siegemund Vera Zvonareva | Eri Hozumi Makoto Ninomiya        | 6–4, 6–2           |
| Torneio suspenso em 2022 devido ao caso Peng Shuai                 |                                |                                   |                    |
| Torneio não realizado em 2021 e 2020 devido à pandemia de COVID-19 |                                |                                   |                    |
| 2019                                                               | Wang Xinyu Zhu Lin             | Peng Shuai Zhang Shuai            | 6–2, 7–65          |
| 2018                                                               | Jiang Xinyu Tang Qianhui       | Lu Jingjing You Xiaodi            | 6–4, 6–4           |
| 2017                                                               | Jiang Xinyu Tang Qianhui       | Alla Kudryavtseva Arina Rodionova | 6–3, 6–2           |
| 2016                                                               | Liang Chen Lu Jingjing         | Shuko Aoyama Makoto Ninomiya      | 3–6, 7–62, [13–11] |